# Еміне-Баїр-Коба
Емі́не-Баї́р-Коба́ (крим. Emine Bayır Qoba) — карстова печера у Криму, на масиві Чатирдаг.

## Характеристики
Еміне-Баїр-Коба — понор, утворений у вапняках Гірсько-Кримської карстової області. Має три входи, протяжність 950 м, глибину 150 м. 
Умовно поділяється на «стару» і «нову» частини. В печері є сифони, заповнені галькою з кварцу і пісковику, є ванни з водою, натічні утворення. 
Печера відома з кінця 19 століття, вперше описана у 1927 році, досліджена в 1963.